# 小別列江卡
49°27′31″N 30°28′30″E / 49.45861°N 30.47500°E
小貝雷江卡（烏克蘭語：Мала Березянка）是位於烏克蘭北部的村莊，由基辅州白采爾克瓦區的塔拉夏市鎮負責管轄。該村面積2.4平方公里，海拔高度218米，2001年人口395，人口密度每平方公里164.5人。